# Rigopiano
Rigopiano è una località turistica montana del territorio del comune di Farindola, in Abruzzo, in provincia di Pescara, posta alle falde sud-orientali del Gran Sasso d'Italia.

## Geografia fisica

### Territorio
È situato nella parte di media montagna del comune di Farindola, su un piccolo pianoro a quota 1 200 metri s.l.m. alle falde sud-orientali del gruppo del Monte Camicia (Monte Tremoggia - Monte Siella - Monte San Vito), dorsale orientale del massiccio del Gran Sasso, circondata da boschi di faggio.
La località di Rigopiano è attraversata da due strade: la strada del Vado di Sole, che giunge all'Aquila attraverso Campo Imperatore, passando per le vicine sorgenti del fiume Tavo, e la strada provinciale 37 di Castelli che collega Rigopiano a Castelli (provincia di Teramo). Transita qui un tratto della grande Ippovia del Gran Sasso.

## Storia
Il sito fu abitato nell'era del Neolitico. In località Rigopiano furono rinvenute infatti capanne pietrose a "thòlos", ben conservate perché usate anche dai pastori come abitazioni provvisorie, durante il periodo dei "tratturi abruzzesi", terminato nel XX secolo. Il borgo antico fu fondato nell'XI secolo dai Normanni, mentre nel XVI secolo fu di proprietà dei Farnese.

### La valanga del 2017
Il 18 gennaio 2017, a seguito di una intensa nevicata, l'Hotel Rigopiano, ex rifugio e unico albergo della frazione, viene investito da una valanga di neve e detriti proveniente da una linea di cresta del Monte Siella (2 027 m). Fra le 40 persone presenti tra ospiti e personale, ne muoiono 29 e ne sopravvivono 11. I soccorsi, attivati in maniera tardiva, giungeranno solo all'alba del giorno dopo, a causa delle vie di comunicazione interrotte e della scarsa visibilità per gli spostamenti in elicottero.